# ノウ・ユア・エネミー
『ノウ・ユア・エネミー』（Know Your Enemy）は、ウェールズのロックバンド、マニック・ストリート・プリーチャーズが2001年に発表した6枚目のアルバム。

## 収録曲
1. ファウンド・ザット・ソウル
2. オーシャン・スプレイ
3. イントラヴィナス・アグノスティック (静脈内不可知論)
4. ソー・ホワイ・ソー・サッド
5. レット・ロウブソン・シング
6. ザ・イヤー・オブ・ピュアリフィケイション
7. ワッツヴァイル・ブルーズ
8. ミス・ヨーロッパ・ディスコ・ダンサー
9. デッド・マーターズ
10. ヒズ・ラスト・ペインティング
11. マイ・ゲルニカ (潜在意識の抽象観念)
12. ザ・カンバレッスント
13. ロイヤル・コレスポンデント
14. エピセンター
15. ベイビー・エリアン
16. フリーダム・オブ・スピーチ・ウォント・フィード・マイ・チルドレン
17. ジャスト・ア・キッド
18. ザ・マッシズ・アゲインスト・ザ・クラッシズ

| スタブアイコン | サブスタブ | この項目は、まだ閲覧者の調べものの参照としては役立たない、アルバムに関連した書きかけの項目です。この項目を加筆・訂正などしてくださる協力者を求めています（P:音楽/PJ:アルバム）。 |